# Джордж Гордон
Джордж Гордон (англ. George Gordon, 25 лютого 1806 — 11 жовтня 1879) — британський ботанік.

## Біографія
Джордж Гордон народився у Дубліні 25 лютого 1806 року.
У 1841 році Гордон став членом-кореспондентом Лондонського Ліннєївського товариства.
У 1858 році в монографії «The pinetum: being a synopsis of all the coniferous plants at present known, with descriptions, history, and synonymes, and comprising nearly one hundred new kinds» Джордж Гордон вперше у науковій літературі описав ялицю одноколірну; він присвоїв їй ім'я Picea concolor. Опис виду містив таку інформацію:
| Довгі, плоскі і тонкі голки, дуже схожі на голки Picea grandis, але одного кольору з обох сторін. Шишки циліндричні. Лусочки опадають. Високе дерево, виявлено в горах Нью-Мексико Енгельманном, інших відомостей про нього немає. Оригінальний текст (англ.) Leaves, long, linear, flat, and much resembling those of Picea grandis, but with faces of the leaves of the same colour. Cones, cylindrical. Scales, deciduous. A tall tree, found on the mountains of New Mexico by Engelmann, of which nothing further is known. |

Джордж Гордон помер 11 жовтня1879 року.

## Наукова діяльність
Джордж Гордон спеціалізувався на насіннєвих рослинах.

## Окремі публікації
- «The pinetum: being a synopsis of all the coniferous plants at present known, with descriptions, history, and synonymes, and comprising nearly one hundred new kinds». 1858[3].

## Почесті
На честь Дж. Гордона були названі такі види рослин:
- Pritchardia gordonii Hodel
- Olearia gordonii Lander
- Physaria gordonii (A.Gray) O'Kane & Al-Shehbaz
- Ctenitis gordonii (Baker) Copel.
- Elaeocarpus gordonii Tirel
- Ctenopterella gordonii (S.B.Andrews) Parris
- Ocotea gordonii van der Werff
- Racosperma gordonii (Tindale) Pedley
- Tessmannianthus gordonii Almeda
- Acacia gordonii (Tindale) Pedley
- Ardisia gordonii Ricketson & Pipoly
- Engomegoma gordonii Breteler